# San Martín del Castañar
San Martín del Castañar település Spanyolországban, Salamanca tartományban. San Martín del Castañar Cereceda de la Sierra községgel határos. Lakosainak száma 234 fő (2024).

## Népesség
A település népessége az elmúlt években az alábbi módon változott:
| Lakosok száma | 286  | 276  | 270  | 293  | 254  | 257  | 225  | 223  | 251  | 234  |
|               | 2001 | 2004 | 2007 | 2009 | 2012 | 2014 | 2017 | 2019 | 2022 | 2024 |